# Дроздово (Владимирская область)
Дроздово — деревня в Юрьев-Польском районе Владимирской области России, входит в состав Красносельского сельского поселения.

## География
Деревня расположена в 5 км на запад от райцентра города Юрьев-Польский.

## История
В XIX — начале XX века деревня входила в состав Ильинской волости Юрьевского уезда, с 1925 года — в составе Юрьевской волости Юрьев-Польского уезда Иваново-Вознесенской губернии. В 1859 году в деревне числилось 8 дворов, в 1905 году — 14 дворов.
С 1929 года деревня входила в состав Палазинского сельсовета Юрьев-Польского района, с 1959 года — центр Дроздовского сельсовета, с 1963 года — в составе Красносельского сельсовета, с 2005 года — в составе Красносельского сельского поселения.

## Население
| 1859 | 1905 | 2002 | 2010 | 2021 |
| ---- | ---- | ---- | ---- | ---- |
| 57   | ↗115 | ↗164 | ↘111 | ↘108 |